# ドゥース1世 (プロヴァンス女伯)
ドゥース1世（ドゥース1せい、フランス語：Douce I, 1090年ごろ - 1127年）は、ジルベール1世・ド・ジェヴォーダンとプロヴァンス女伯ジェルベルジュの娘で、バルセロナ伯ラモン・バランゲー3世の妃。1112年、母よりプロヴァンス伯位を継承した。

## 生涯
1112年2月3日、ドゥースはバルセロナ伯ラモン・バランゲー3世とアルルにおいて結婚した。1113年、ドゥースはプロヴァンス、ジェヴォーダンおよびミヨー子爵領の権利を夫に譲った。かつて有力であった意見によると、「プロヴァンスの吟遊詩人は……この時期にカタルーニャに入ってきた」とされ、カタルーニャ語でさえプロヴァンスから入ってきたとされていた。ナショナリストの歴史家によると、これは「l'engrandiment occitànic」（オック語の拡大）の始まりであったとされ、ピレネー山脈の両側の様々な地を統合するための壮大な計画であったという。
実際に、この結婚によりバルセロナ家はオクシタニアに大きな関心を寄せることとなり、その結果トゥールーズ伯と対立することとなり、ドゥースの死の直前の1125年にプロヴァンスの分割について署名がなされた。ドゥースの死により、プロヴァンスは不安定な時代を迎えた。バルセロナ家の分家がプロヴァンスを統治することとなったが、この継承問題はブサンク戦争（1144年 - 1162年）を引き起こすこととなったが、結果としてドゥースの子孫であるバルセロナ家の勝利に終わった。

## 子女
ラモン・バランゲー3世との間に、以下の子女が生まれた。
- ベレンゲラ（1116年 - 1149年） - カスティーリャ王アルフォンソ7世と結婚
- ラモン・バランゲー4世（1113年 - 1162年） - バルセロナ伯
- バランゲー・ラモン（1115年頃 - 1144年） - プロヴァンス伯
- ベルナト（1117年） - 早世
- アルモディス（1126年 - 1164年） - ポンス・デ・サルベラと結婚